# Энтеральное питание

Классификация типов нутритивной поддержки и место энтерального питания по ESPEN 2006

Энтеральное питание, ЭП (от др.-греч. ἔντερον — «кишечник») — тип лечебного или дополнительного питания специальными смесями, при котором всасывание пищи (при её поступлении через рот, через зонд в желудке или кишечнике) осуществляется физиологически адекватным путём, то есть через слизистую оболочку желудочно-кишечного тракта. В этом смысле энтеральное питание противопоставляется парентеральному питанию (когда питательные вещества доставляются в организм, минуя слизистую кишечника — чаще всего внутривенно).

## Виды ЭП по способу введения
По способу введения энтеральное питание подразделяется:
- Прием ЭП в виде напитков глотками (сипинг, ложкой или медицинским поильником[2][3][4]) или через трубочку:
  - жидкие, готовые к употреблению, гиперкалорические смеси;
  - готовые или приготовленные из порошкообразных жидкие гипо -, изо-, гиперкалорические смеси (по показаниям);
- Зондовое[англ.] питание через назогастральный (зонд через носовое отверстие в желудок), назодуоденальный или назоеюнальный (зонд через носовое отверстие в двенадцатиперстную или тощую кишку), двухканальный (для декомпрессии желудка и внутрикишечного введения питательной смеси) зонды — по показаниям;
- Питание через зонд, введенный в стому (хирургически созданное отверстие для зонда в брюшной стенке): гастро-, дуодено-, еюностомы, сформированные хирургическим или эндоскопическим способами (описанными в специальных руководствах). При осуществлении зондового питания всеми указанными способами необходим обязательный контроль правильности проведения и места положения зонда (в динамике) во избежание осложнений.

Энтеральное питание должно обеспечивать (в зависимости от задач проводимой терапии или диеты) потребности человека (либо только за счет ЭП, либо в сочетании ЭП с обычным приемом пищи, либо в сочетании энтерального с парентеральным питанием) во всех макронутриентах (жирных кислотах, аминокислотах, углеводах), микронутриентах (витаминах и минералах) и воде (хотя при её недостатке в продукте, воду как правило можно использовать отдельно).

## Виды смесей
Пищевой и фармацевтической промышленностью выпускаются специальные смеси для энтерального питания, которые, в зависимости от состава и энергетической ценности, подразделяются на:
- Стандартные изокалорические питательные смеси (назначаются при нормальных потребностях в нутриентах и сохраняющейся необходимости в энтеральном питании при сохранной функции ЖКТ).
- Гиперкалорические смеси (назначаются при повышенных потребностях в белках и энергии или при необходимости ограничения жидкости).
- Смеси с высоким содержанием биологически активного белка, обогащенные микроэлементами, глутамином, аргинином, омега-3 жирными кислотами (назначаются при критических и иммунодефицитных состояниях).
- Питательные смеси с пониженным содержанием жиров и углеводов, содержащие пищевые волокна (назначаются больным сахарным диабетом);
- Смеси с высоким содержанием жира и низким содержанием углеводов (назначаются при нарушениях функции легких в стадии декомпенсации);
- Смеси с низким содержанием ароматических аминокислот и высоким содержанием аминокислот с разветвленной цепью (назначаются при нарушениях функции печени).
- Олигомерные смеси, содержащие дипептиды, трипептиды, некоторое количество аминокислот и являющиеся практически полностью всасываемыми (назначаются при нарушенных функциях ЖКТ (первые сутки после операций на ЖКТ, обширные резекции тонкого кишечника, ферментативная недостаточность различного генеза));
- Специальные иммуностимулирующие низкообъемные гипокалорические смеси с глутамином (назначаются в отделениях реанимации и интенсивной терапии в первые часы развития критических состояний)[7][8].

Стандартной энергетической плотностью продуктов энтерального питания у взрослых и детей старше 1 года жизни считается плотность 1,0 ккал/мл. Энергетическая плотность 1,5 ккал/мл считается повышенной. Стандартные смеси содержат все необходимые макронутриенты, микронутриенты и витамины в соответствии с суточными потребностями организма в различных патологических состояниях и предназначаются для коррекции или предупреждения белково-энергетической недостаточности практически во всех ситуациях, когда естественное питание невозможно или недостаточно. Использование стандартных полимерных диет предполагает сохранность функций желудочно-кишечного тракта на этапе его восстановления при переходе от парентерального питания к энтеральному и обычному питанию. Кроме того, повышается качество жизни пациентов в постгоспитальный период.
Иммуномодулирующие гиперметаболические смеси — предназначены для коррекции нарушений метаболического и иммунного статуса у больных и пострадавших с тяжелой травмой, ожогами, сепсисом, риском развития инфекции и инфекционных осложнений, особенно в критических состояниях.
Присутствие в смеси среднецепочечных триглицеридов (50 % МСТ) повышает её усвояемость в желудочно-кишечном тракте, позволяет назначать в ранние сроки после операций, в том числе на ЖКТ, при ограниченном усвоении жиров у больных с нарушениями функции пищеварительной системы. В отдельных смесях углеводы представленные смесью мальтодекстринов с различным декстрозным эквивалентом (степенью гидролиза) и определенным соотношением углеводных компонентов, что обеспечивает физиологическую осмолярность и удовлетворительные органолептические свойства данных смесей. Дополнительное введение в состав смесей глутамина, аргинина, омега-3 жирных кислот определяет иммунномодулирующий эффект энтерального питания.
Кроме того, для обеспечения разных клинических потребностей существуют продукты энтерального питания с содержанием пищевых волокон или без них. Пищевые волокна делятся на ферментируемые и неферментируемые. Ферментируемые пищевые волокна (целлюлоза и пектин) метаболизируются бактериями кишечника с образованием предельных карбоновых кислот жирного ряда с короткой цепью (уксусная, масляная и др.). Они могут использоваться в качестве источника энергии для слизистой оболочки толстой кишки, а также задерживать опорожнение желудка и уменьшать диарею. Неферментируемые волокна (лигнины) не расщепляются бактериями кишечника, изменяют осмотическое давление, увеличивают поступление жидкости в просвет кишечника, объем каловых масс и усиливают их движение, предупреждая и уменьшая развитие запоров. Содержание пищевых волокон в смесях для энтерального питания колеблется в пределах 12—14 г/л.

## Статистика
Энергетическая потребность онкологических больных в зависимости от их состояния составляет 30—45 ккал/ кг/сут, в том числе за счет глюкозы — от 50 до 70 %, за счет жиров соответственно от 50 до 30 % небелковых ккал (доля жиров должна быть не ниже 50 % при гиперкатаболизме); белки — 1,5—2,0 г/кг/сут; витамины и минеральные вещества вводятся в объеме среднесуточной нормы. Применение энтеральных смесей (в виде напитков), адаптированных к метаболическим потребностям онкобольных, позволяет сократить восстановительный период после операций, улучшить переносимость химио- и радиотерапии. Больным в критических состояниях (отделения реанимации и интенсивной терапии) показано зондовое (желудочный или кишечный зонд) энтеральное питание. Согласно современным представлениям (рекомендации ESPEN 2006 г.) в первые 4-12 часов развития у пациента критического состояния целесообразно назначение специальной гипокалорической иммуностимулирующей смеси ЭП в минимальном объеме (не более 500—700 мл), поскольку переносимость пищи и её всасывание в кишечнике резко снижены. В состав такой смеси входит Глутамин, который оказывает защитное влияние на кишечную стенку, предупреждает перенос бактерий в лимфатическую ткань и кровь, предупреждает развитие грозного осложнения — сепсиса. Глутамин повышает иммунную функцию кишечника в условиях критических состояний, подготавливает кишечник к полноценному энтеральному питанию, то есть позволяет в дальнейшем вводить полноценное количество стандартного энтерального питания. При этом снижается частота инфекционных осложнений, летальность и длительность пребывания больных в реанимационном отделении и в больнице в целом.
Энтеральное питание в виде сипинга (напитки, кремы и другие продукты для приема через рот с повышенными вкусовыми качествами — вкусом ванили, банана, смородины и т. д.) широко используется в ситуациях, когда обычный прием даже усиленной калориями и питательными веществами пищи не обеспечивает возросших потребностей организма. К таким ситуациям относятся возникающая потеря 5 % тощей массы тела (масса тела без учета жировой ткани) за последние 3 месяца (или 10 % — за 6 месяцев) у ВИЧ-инфицированных пациентов, больных туберкулезом, муковисцидозом. Своевременное и правильное (под наблюдением врача) назначение гиперкалорических смесей для энтерального питания, в том числе в педиатрической практике, способно останавливать процесс потери веса, предотвращать переход ВИЧ в стадию СПИД (развитие осложнений), нормализовать питательный статус больных хроническими инфекционными заболеваниями.
Подробные рекомендации по применению энтерального питания в различных клинических ситуациях даны в издании Европейской ассоциации клинического питания и метаболизма в 2006 году.